# Asen Balikci
 (juillet 2019).
Si vous disposez d'ouvrages ou d'articles de référence ou si vous connaissez des sites web de qualité traitant du thème abordé ici, merci de compléter l'article en donnant les références utiles à sa vérifiabilité et en les liant à la section « Notes et références ».
Asen Balikci (en bulgare : Асен Баликси, Assen Baliksi), né en 1929 et mort le 4 janvier 2019, est un anthropologue et documentariste bulgaro-canadien.

## Biographie
Après avoir obtenu un baccalauréat à l'Université de Genève, il décroche un doctorat en anthropologie à l'Université Columbia.
De 1957 à 1965, il mène des travaux avec les inuits Netsilik de la côte arctique canadienne. Il relatera son expérience à travers 12 documentaires. Il effectue aussi plusieurs études en Sibérie. Comme Margaret Mead, qu'il a fréquentée lors de ses études aux États-Unis, Balikci s'inspire de l'anthropologie visuelle.
Après avoir enseigné l'anthropologie à l'Université de Montréal de 1969 à 1994, il prend sa retraite dans sa Bulgarie natale.

## Honneurs
- Membre de la Société royale du Canada